# Winfried Völlger
Winfried Völlger (* 5. November 1947 in Halle) ist ein deutscher Künstler und Schriftsteller.

## Leben
Nach dem Besuch der zehnklassigen allgemeinen Oberschule lernte Völlger zunächst Fotograf, holte dann nach der Armeezeit das Abitur nach und studierte von 1968 bis 1973 in Halle Mathematik, ohne das Studium abzuschließen. Als Künstler war er Autodidakt und arbeitete nach 1973 vor allem als freier Schriftsteller, aber auch als Regisseur, Grafiker und Bildhauer. Er veröffentlichte neben etlichen Kinder- und Jugendbüchern mehrere Essays und Romane für Erwachsene, womit er seinerzeit einen wichtigen Beitrag zur unangepassten DDR-Literatur leistete. Einige seiner Bücher konnten erst Jahre später bzw. nach der Wende erscheinen. Auf Einladung des PEN-Club-Francaise bereiste er in den Jahren 1986 und 1987 Paris und Südfrankreich. Insgesamt erreichten seine Bücher eine verkaufte Gesamtauflage von ca. einer Million. Hervorzuheben ist insbesondere sein Roman Das Windhahn-Syndrom (1983). Heute ist er weitgehend vergessen.
Seit 1994 befasst er sich verstärkt mit bildnerischen Arbeiten und gestaltet Skulpturen und Grafiken. Ausstellungen seiner Werke fanden in mehreren Städten statt, darunter in Halle, Rom, Katlenburg, Halberstadt, Ludwigsburg, Leipzig und Freyburg (Unstrut). Seine Vaterstadt Halle verlieh ihm 1996 das Stadtschreiber-Stipendium der Stadt Halle. 1997 war er Ehrengast der Deutschen Akademie Villa Massimo in Rom und 2000 Stipendiat der Cranach-Höfe zu Wittenberg. Beim Internationalen Bildhauersymposium 2000 im Buchdorf Mühlbeck errang er einen 1. Preis. Der Verlag Piatnik (Wien) produziert seit 1998 das von ihm entwickelte linguistische Kartenspiel Wortmeister.
Völlger war daneben pädagogisch tätig und übernahm zwischen 1992 und 2004 Lehraufträge (Kreatives Schreiben, Kulturgeschichte), vor allem für die Fachhochschule Merseburg und das private Bildungs- und Forschungsinstitut von Hans-Georg Mehlhorn in Leipzig (Fortbildung von Kreativitätspädagogen, insgesamt etwa viertausend Seminarstunden).
Er studierte von 2006 bis 2011 Musikwissenschaft an der Universität Leipzig und erwarb 2009 den Bachelor und 2011 den Master mit einer Arbeit zur Physiologie der Gesänge südsibirischer Nomaden. Aus dieser Forschung resultierte ein praktisches Handbuch zum Obertongesang (2018).
Ein Porträt in Die Zeit beschreibt ihn als einen in der DDR viel gelesenen Schriftsteller. Mit Beginn seines Studiums war Völlger jahrelang auch als Straßenkünstler (Saxophon, Marionettenspiel) im Alltag der Leipziger Innenstadt präsent. Im Oktober 2017 wurde der 70-Jährige damit zur Zielscheibe einer gewaltsamen Attacke. Seitdem ist er aus dem Straßenbild der Stadt verschwunden.

## Auszeichnungen
- 1996/1997 Stadtschreiber von Halle (Saale)

## Werke (Bücher)
- Ija, der Esel von der blauen Wiese, Berlin, Kinderbuchverlag, 1976
- Theater mit Zwecke, Berlin, Kinderbuchverlag, 1978
- Wachse Bäumchen wachse. Postreiter Verlag, Halle/Saale, 1980 (Illustrationen von Siegfried Linke)
- Verwirrspiel. Eine frisierte Biographie, Rostock, Hinstorff Verlag, 1981
- Der Zauberfalter, Halle, Postreiter-Verlag, 1981 (mit Farbfotos von Klaus-Jürgen Hofer)
- Eine Stadt stromab. Geschichten vom Bauen, Berlin, Verlag Junge Welt, 1982
- Der Windhahn, Berlin, Kinderbuchverlag, 1982
- Das Windhahn-Syndrom, Rostock, Hinstorff-Verlag, 1983; 4. Aufl. 1989. (Neuaufl. Mitteldeutscher Verlag, Halle (Saale) 2015, ISBN 978-3-95462-399-0)
- Der Honigtopf, Halle, Postreiter-Verlag, 1984
- Offene Schlösser. Ansprüche und Aussagen, Rostock, Hinstorff-Verlag, 1987
- Die weiße Katze, Halle, Postreiter-Verlag
- Till Eulenspiegel auf dem Seil, Halle, Postreiter-Verlag 1989
- Partitur eines verlorenen Sieges, Rostock, Hinstorff-Verlag, 1989
- Wehrpflicht, Rostock, Hinstorff-Verlag, 1990
- Entfernung. Von der Schwierigkeit ein Deutscher zu sein, Freising, Freisinga Verlag, 1991
- Creutzer, Kriminalhörspiel, MDR 1993
- Herbst in Halle. Zeitzeugnisse zur sanften Revolution in Halle 89/90, Halle, R & B, 1999
- Sibirien. SÜDBALKON: Roman in sieben Storys und acht Strophen, Amazon, 2016
- fraglos: Roman, Amazon, 2019